# Capo Brett
Capo Brett (Rākaumangamanga in lingua māori) è un promontorio proteso per circa 10 chilometri nell'oceano Pacifico situato lungo la costa settentrionale dell'Isola del Nord della Nuova Zelanda. Delimitando a oriente la baia delle Isole, capo Brett è raggiungibile tramite la Rawhiti Road, ma anche con un taxi marino da Russell e Paihia.
Sulla punta settentrionale del promontorio, che qui raggiunge i 360 metri d'altezza, si trova un piccolo faro. Famoso è l'arco naturale chiamato Hole in the Rock dell'isola Piercy situata a circa 500 metri al largo della punta.
Il promontorio è delimitato da un recinto anti-predatori che evita che il tricosuro volpino, un animale invasivo in Nuova Zelanda che si nutre dell'albero pōhutukawa, danneggi l'ecosistema della penisola.
Lungo la costa occidentale della penisola si apre la baia di Oke; costeggiata dalla Rawhiti Road, si trova a circa 29 km da Russell.